# Оберліга Південь
Оберліга Південь (нім. Oberliga Süd) — історична футбольна ліга в Німеччині, яка функціонувала як один із п'яти найвищих рівнів футбольної системи Західної Німеччини в період з 1945 по 1963 рік. Вона охоплювала клуби з південних регіонів країни, включно з Баварією, Баден-Вюртембергом та частинами Гессена.

## Історія
Оберліга Південь була створена після Другої світової війни, коли німецький футбол переживав період реструктуризації. У 1945 році союзницькі окупаційні адміністрації дозволили проведення регіональних чемпіонатів, і згодом у 1947 році офіційно сформувалася Оберліга Південь як один із п'яти головних оберліг (разом із Північною, Західною, Берлінською та Південно-західною).
Ліга слугувала найвищим рівнем змагань у регіоні та відправляла своїх найкращих представників на національний чемпіонат Німеччини, який розігрувався у форматі плей-оф.

### Розпуск
У 1963 році відбулася значна реформа німецького футболу: було створено Бундеслігу, єдину національну лігу. У зв'язку з цим Оберлігу Південь, як і інші регіональні оберліги, було розформовано. Кращі команди ліги отримали місце в новоствореній Бундеслізі або в Регіоналлізі — другому рівні змагань.
Команди, допущені до Бундесліги:
- «Мюнхен 1860» (Чемпіон Оберліги Південь 1963)
- «Нюрнберг» (2 місце Оберліги Південь 1963)
- «Айнтрахт» (Франкфурт) (4 місце Оберліги Південь 1963)
- «Карлсруе» (5 місце Оберліги Південь 1963)
- «Штутгарт» (6 місце Оберліги Південь 1963)[1]

Команда, яка посіла 3 місце в сезоні 1963 року, «Баварія» (Мюнхен) не була допущена до Бундесліги, оскільки Німецька футбольна асоціація не хотіла, щоб у вищому дивізіоні були дві команди з одного міста, а «Мюнхен 1860» отримав вищу позицію.

## Призери
Переможці та призери:
| Сезон   | Переможець             | 2 місце                |
| ------- | ---------------------- | ---------------------- |
| 1945–46 | «Штутгарт»             | «Нюрнберг»             |
| 1946–47 | «Штутгарт»             | «Вальдгоф»             |
| 1947–48 | «Штутгарт»             | «Мюнхен 1860»          |
| 1948–49 | «Кікерс» (Оффенбах)    | «Мангайм»              |
| 1949–50 | «Гройтер Фюрт»         | «Штутгарт»             |
| 1950–51 | «Штутгарт»             | «Гройтер Фюрт»         |
| 1951–52 | «Штутгарт»             | «Нюрнберг»             |
| 1952–53 | «Айнтрахт» (Франкфурт) | «Штутгарт»             |
| 1953–54 | «Штутгарт»             | «Айнтрахт» (Франкфурт) |
| 1954–55 | «Кікерс» (Оффенбах)    | «Ройтлінген»           |
| 1955–56 | «Карлсруе»             | «Штутгарт»             |
| 1956–57 | «Штутгарт»             | «Кікерс» (Оффенбах)    |
| 1957–58 | «Карлсруе»             | «Штутгарт»             |
| 1958–59 | «Айнтрахт» (Франкфурт) | «Кікерс» (Оффенбах)    |
| 1959–60 | «Карлсруе»             | «Кікерс» (Оффенбах)    |
| 1960–61 | «Штутгарт»             | «Айнтрахт» (Франкфурт) |
| 1961–62 | «Штутгарт»             | «Айнтрахт» (Франкфурт) |
| 1962–63 | «Мюнхен 1860»          | «Штутгарт»             |

- Жирний шрифт означає, що команда виграла чемпіонат Німеччини.

## Спадщина
Оберліга Південь залишила помітний слід в історії німецького футболу. Вона стала трампліном для багатьох великих клубів, які згодом досягли європейських висот. Система оберліг також слугувала основою для формування сучасної структури ліг у Німеччині.